# Kavarán község
Kavarán község (románul: Comuna Constantin Daicoviciu) község Krassó-Szörény megyében, Romániában. Központja Kavarán, beosztott falvai Gyepesfalu, Krassóbarlang, Mácsova, Nagymutnok, Zaguzsén.

## Népessége
A 2011-es népszámlálás adatai alapján a község népessége 2692 fő volt.